# Капнинский, Алексей Владимирович

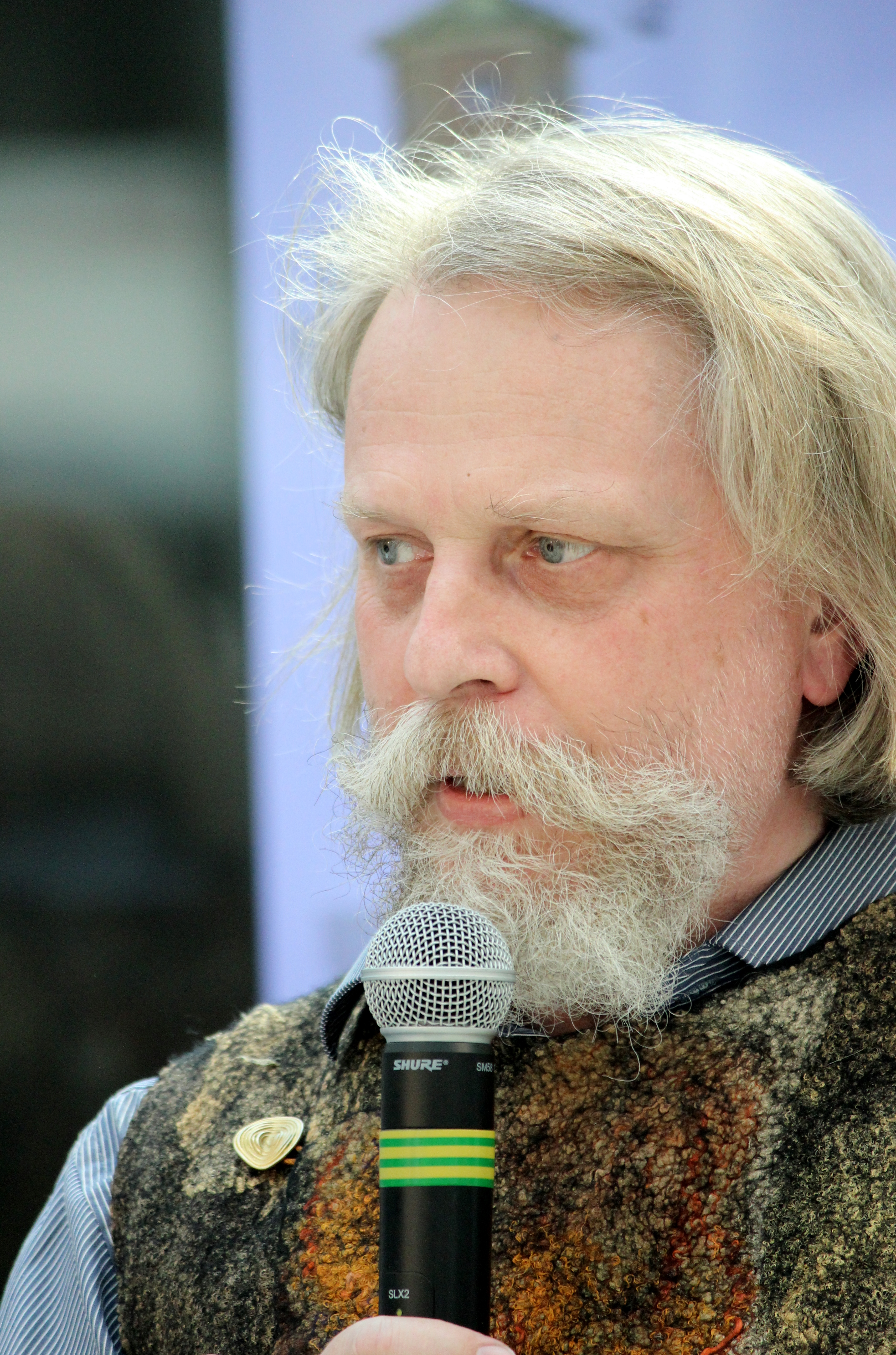
Капнинский на non/fictio№ 22, 2021 г.

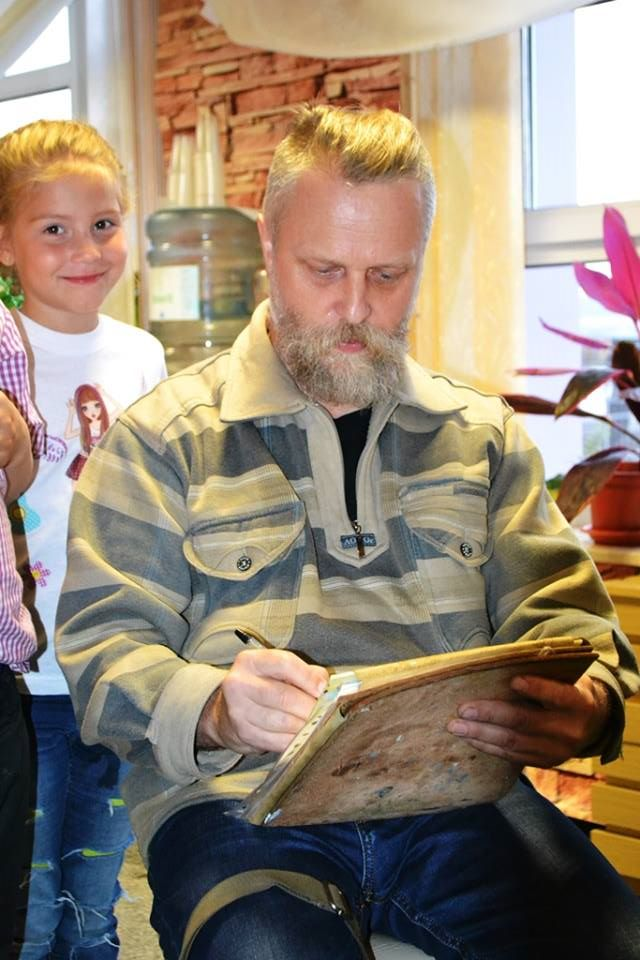
дети и мастер

Алексей Владимирович Капнинский (Капыч) (род. 7 мая 1960, Москва) — российский художник, известный иллюстратор книг для детей, книжный иллюстратор, мультипликатор, автор комиксов. В своих работах соединяет традиции лубка и древнерусской миниатюры. Одним из первых в России начал работать в жанре комикса, укореняя западный вид искусства на русской почве. Один из основателей издательства «Комикс-студия КОМ».

## Биография
Алексей Капнинский ведёт свой род от донского казачьего атамана Богдана Капнинского. Родился в 1960 году в Москве. Семья жила на Арбате. Детство провёл в подмосковном Клину, в деревенском доме прадеда. В школе Алексей проявил способности к рисованию, посещал изокружок учителя Л. А. Чайковского. Затем учился в Московской художественной школе № 1 на Кропоткинской, а потом — в училище «Памяти 1905 года».
Три года служил срочную на Балтийском флоте, после чего вернулся в училище. Здесь, среди единомышленников-художников его и прозвали Капыч. Окончив Училище, несколько лет украшал московские витрины, а затем поступил в Московский полиграфический институт. Учился на иконописца в «Православном Свято-Тихоновском институте», но обратился к Древнерусской книжной миниатюре, иллюстрации и неизведанному на тот момент в России жанру комикса.
Иллюстрировал приключенческую литературу, фантастику, произведения современных авангардных авторов, но больше всего — книги для детей. Его работы всегда новы и непредсказуемы, потому что для Капыча важен не только литературный корпус книги, но и её образность и нарядность. А это и составляет цель творчества художника: гармония с авторской идеей в собственных стилевых поисках (лубок, древнерусская миниатюра, авангард 20-х годов XX века). Для настоящего Мастера характерна некоторая недосказанность форм, которая оставляет пространство для мысли зрителя, его соучастия в жизни персонажей и сотворчеству в выращивании Гармонии внутри себя. Этот второй невидимый план открывается для тех, кто тих умом, внимателен к чувствам и неравнодушен к людям. Если не спешить перелистывать страницы и присмотреться, то персонажи иллюстраций-сценок начнут оживать: говорить и двигаться самостоятельно, дополняя текст автора, а зачастую и выращивая собственный мир на страницах книги. Капыч выставлял свои работы, выполненные в смешанном стиле лубка, агитфарфора и комикса в Италии и Швеции. Сотрудничал с журналом «Крокодил». Был главным художником детского журнала «Колобок и Два Жирафа».

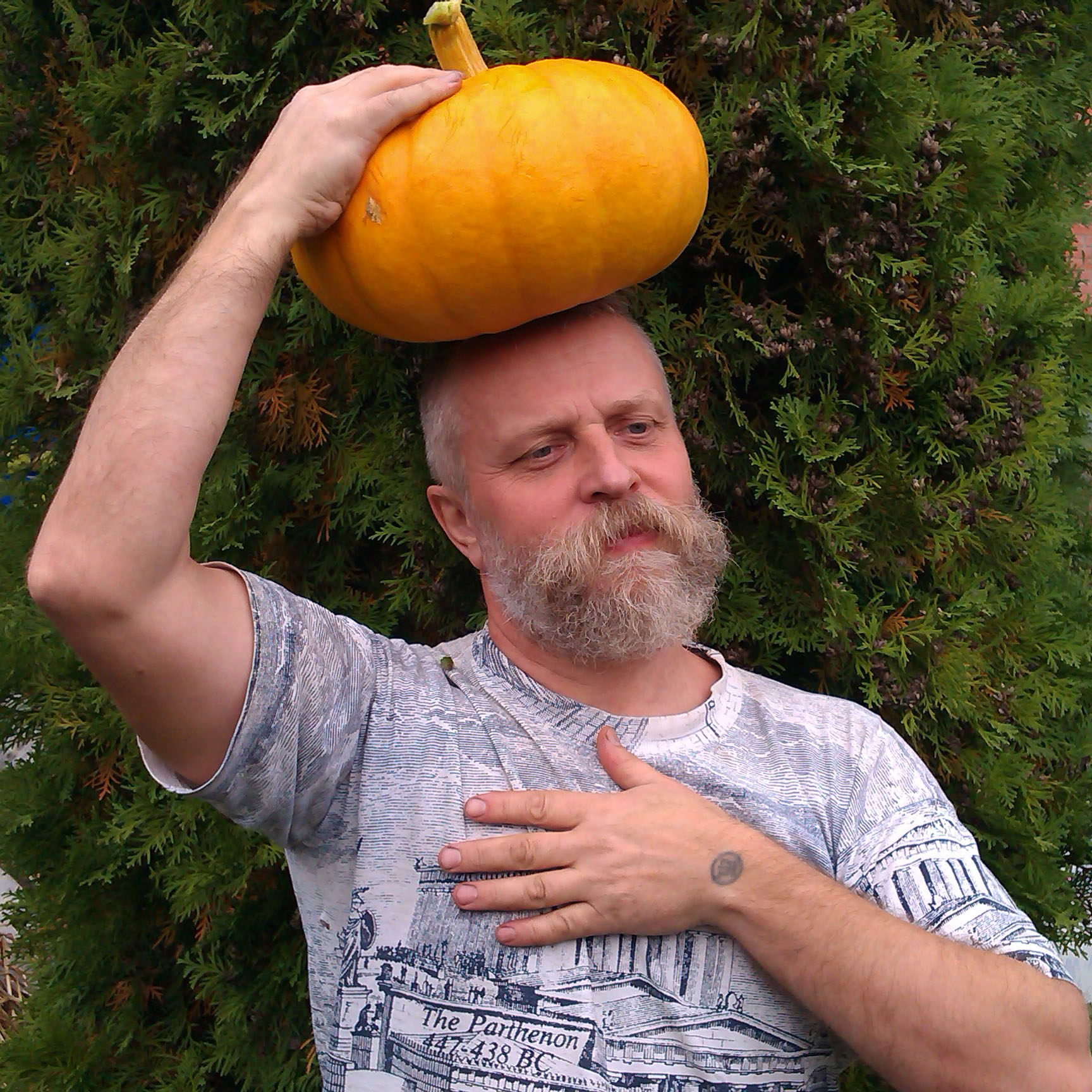

В 2006 году попробовал себя в анимации, в качестве художника одной из серий «Горы самоцветов» (фильм «Пётр и Петруша»). Также им написаны два мультипликационных сценария «Забытый котёнок», «Дельфин Б-5» и сценарий полнометражного приключенческого фильма об отряде поисковиков «ФАИ-М»
В 2019 г. иллюстрировал комиксами статью в интернет-издании «Новая газета», защищая методичку историка и профессора Андрея Суслова «Изучение в школе истории сталинских репрессий». В комиксах Капыч сатирически изображает Сергея Кургиняна и его организацию «Суть времени», высмеивает Сталина и сталинистов.
Алексей Капнинский член Московского Союза Художников, член военно-исторического клуба «РККА».

## Книжная иллюстрация
- Ю. Нечипоренко. Смеяться и свистеть (Для тех, кому за 10). М.: ЖУК, 2012. 176 С. ISBN 978-5-903305-41-4
- А. Торопцев. Березовый сок (Для взрослых и детей). М.: Арт-Хаус Медиа, 2011. 248 с. ISBN 978-5-902976-57-8
- Сказки про Бабу-ягу (Сказочный ларец). М.: Махаон, 2008. 142 с. ISBN 978-5-389-00263-0
- В. Петрухин. Древняя Русь (Наше Отечество). М.: Дрофа-Плюс, 2008. 95 с. ISBN 978-5-9555-1182-5
- Боги и герои Древней Греции. М.: РОСМЭН , 2003. 333 с. ISBN 5-353-00632-1
- О. Артамынская. Половинный человек. М.: Колобок и Два Жирафа, 2002. 89 с. ISBN 5-901319-04-4
- Б. Житков. Что бывало. Рассказы. (Библиотека младшего школьника) М.: РОСМЭН, 2002. 250 с. ISBN 5-353-00664-X
- В. Петрухин. Истоки России. М.: РОСМЭН, 2002. 132 с. ISBN 5-257-01046-1
- Рене де Обальдиа. Фантастишки. Стихи для детей и некоторых взрослых. М.: Колобок и Два Жирафа, 2001. 95 с. ISBN 2-246-01552-9
- В. Смирнова. Герои Эллады. Мифы Древней Греции (Библиотека младшего школьника). М.: РОСМЭН, 2001. 197 с. ISBN 5-353-00137-0
- А. Капнинский. Первые киевские князья (комиксы для детей) М.: Терра, 1997. 77 с. ISBN 5-300-00802-8
- Е. Григорьева. Василий Буслаев (Сказки о богатырях. Вып. 3). М.: Белый город, 1997. 27 с. ISBN 5-7793-0005-4
- Луи Л’Амур. Чертова гора. (Классическая библиотека приключений и научной фантастики) М.: Центрполиграф, 1996. 456 с. ISBN 5-218-00205-4
- В. Ерофеев. Оставьте мою душу в покое. М.: Х. Г. С., 1995. 407 с. ISBN 5-7588-0396-0
  - переизд. 1997
- О. Ерохин. Гладиаторы. М.: Терра, 1995. 446 с. ISBN 5-85255-642-4
- Н. Листикова. Сказания о чудесах. М.: Астрея, 1995. 318 с. ISBN 5-7594-0020-7
- В. Максимов. Избранное. М.: Терра, 1994. 734 с. ISBN 5-85585-643-2
- Ж. Рэй. Город Великого страха. Обнинск: Титул, 1992. 413 с. ISBN 5-86866-008-6
- Г. Р. Хаггард. Собрание сочинений. М.: Терра, 1994
- Э. Гюстав. Собрание сочинений. М.: Терра, 1991
- А. Усачёв. Про Ерему и Фому. М. Оникс, 2014 ISBN 978-5-4451-0197-0
- А. Усачёв. Английская каша. М. Аттикус, 2015
- Аю Усачёв. Этот древний-древний-древний мир ! (урок 1, урок 2, урок 3). М. Время-детство.2016 ISBN 978-5-9691-1514-9, ISBN 978-59691-1515-6,
- С. Иванов. Детский курс древней истории. С. П.Б. 2015 ISBN 978-5-98736-055-2
- С. Иванов. Детский курс античной мифологии. С. П.Б. 2016, ISBN 978-5-98736-051-4
- В. Мухина. Про город. М. Арт-Волхонка. М. 2013. ISBN 978-5-904508-35-7
- Русские народные сказки. Сказки про бабу Ягу. М. Махаон, 2008 ISBN 978-5-389-00263-0
- В. Петрухин. Древняя Русь. Дрофа плюс. М. 2008, ISBN 978-5-9555-1182-5
- А. Н. Печорская. Рассказы о русских святых. М. Дрофа плюс. 2007, ISBN 978-5-9555-1160-3
- А. Торопцев. Березовый сок. М. Арт Хаус медиа. 2011, ISBN 978-5-902976-54-7-8
- С. Рябухин. Полиция не платит за кофе. АСТ. 2013, ISBN 978-5-17-077757-0
- Ю. Нечипоренко. Смеяться и свистеть. Жук. 2012, ISBN 978-5-903305-41-4
- Л. В. Беловинский. Русские ремёсла. Редкая птица. М. 2015, ISBN 978-5-9905499-9-9
- C.Прокофьева, Н. Гарская, В. Маркова. Легенды Средних веков. М. Росмэн . 2003, ISBN 5-353-01391-3
- В. Смирнова, Е. Тудоровская. Герои Эллады .М. Росмэн. 2003, ISBN 5-353-00632-1
- Е.Е., Вырвалось. Стихи. М. Эдитус. 2015, ISBN 978-5-00058-308-1
- К.Гайдай, Рельсы-рельсы, шпалы-шпалы. М. Редкая птица.2016, ISBN 978-5-9908099-6-3
- Л.Короткова, У тихой заводи. М. Априори-Пресс. 2012, ISBN 978591337053-2
- А.Неверов, Ташкент — город хлебный. М. ИП Бернштейн И. Э. 2016, ISBN 978-5-990626-14-0
- В.Малов. Как поезда под землёй оказались. М. Аванта. 2016, ISBN 978-5-17-096786-5
- С. Олефир. Когда я был маленьким, у нас была война. М.: КомпасГид, 2017. ISBN 978-5-00083-345-2
- Илья Ильф, Евгений Петров. Двенадцать стульев. Золотой телёнок. М. Детская литература, 2017. ISBN 978-508-005677-2, ISBN 98-5-08-005583-6
- Артур Гиваргизов, Валентина Дёгтева, Бесконечно ваши, Волк и Красная шапочка. М. Эгмонт. 2017, УДК 82-1, ББК 84(2Рос=Рус) 6-5, Г46
- Валерий Воскобойников, Всё будет в порядке. М. ООО Издательство «Время». 2017. УДК 82-93, ББК 84(2=411.2)6-44, В76
- Екатерина Жданова. Штандер, ножик, цу-е-фа. М. Время.2017, ББК 84(2=411.2)6
- Виктор Драгунский. Рыцари и ещё 60 историй. М. ИП Бернштейн И. Э. 2017, УДК 821.161.1, ББК 84(2Рос=Рус)6, ISBN 978-9906261-7-1
- Ольга Иванова-Голицына (рецензенты Музея «Садовое кольцо»). Сухарева башня. М. «Лингва -Ф». 2018, ББК 26.89(2-2Мос.)+85.1132(2-2.Мос), УДК 087.5:[721/012/28+908](470-25)
- Иван Фёдорович Панькин, Легенды о мастере Тычке. М. Издательский дом «Нигма». 2021, ББК 84(2=441.2)6-44я44, УДК 821.161.1-32-93(081), П16
- Кун Николай Альбертович. Легенды и мифы Древней Греции. Росмэн. 2020, УДК 82-343-93, ББК 84,2(0), К91, ISBN 978-5-353-09606-1
- Михаил Визель. Воксрекордер инженера Термена. Рутения. 2022. УДК 908, ББК 74.200.585.4, В41 ISBN 978-5-6046533-5-7